# ダンジョンエクスプローラーII
『ダンジョンエクスプローラーII』 (Dungeon Explorer II) は、1993年3月26日に日本のハドソンから発売されたPCエンジンSUPER CD-ROM²用アクションRPG。
同社の『ダンジョンエクスプローラー』（1989年）の続編。主人公の8人の勇者を操作し、魔王ブレードを倒して攫われたミリアム王女を救出する事とアイラの玉を奪還する事を目的としている。CD-ROMの大容量を生かしたビジュアルシーンやCD音源によるBGMなどが加わり、全てのキャラがストーリー中に用意されたイベントをクリアすることでクラスチェンジ可能となった。
ビジュアルシーンの効果音には立体的に音が広がるRSS(ローランドサウンドスペース)が使われている。
開発はアトラスが行い、プロデューサーは『ガンヘッド』（1989年）や『スターパロジャー』（1992年）を手掛けた青山英治が担当、ディレクターは『イースI・II』（1989年）を手掛けた松永智史が担当、ゲーム・デザインは前作にてディレクターを務めた上田和敏が担当、カバーイラストは後にゲームアーツから発売されたセガサターン用ソフト『グランディア』（1997年）を手掛けた草彅琢仁が担当した。
2008年にWii用ソフトとしてバーチャルコンソールにて配信された他、2010年にPlayStation 3およびPlayStation Portable用ソフトとしてPCエンジンアーカイブスにて配信された。

## ゲーム内容

### システム
基本的なゲームシステムは前作と同様であるが、ボイスの追加の他にビジュアル面やBGMなど演出面が向上している。プレイ開始時に8種類の職業から使用するキャラクターを選択するシステムとなっており、本作ではすべてのキャラクターがクラスチェンジする事が可能になった。ボスを倒す事でパラメーター向上のためのアイテム「クリスタル」が入手できる。
多人数でプレイする場合は全員ともに異なるキャラクターを選択する事となる。共闘する事で撃退が容易となるボスが存在するなど多人数プレイを前提にしたシステムになっているが、1人プレイでの攻略も可能となっている。

### 魔法

#### 白魔法
- ヒーリング
  - 自分と仲間のHPを回復する。
- マジックシールド
  - 一定時間受けるダメージを半分にする。
- キュアリング
  - 自分と仲間の毒を消し、HPを少し回復する。
- バインディング
  - 一定時間敵の動きを止める。
- リターン
  - パーティ全員を最後に立ち寄った街に戻す。ボス戦中は無効。
- ライトニング
  - 不死族に大ダメージを与える。
- マインド
  - 一定時間ステータスの1つが上がる。
- バリア
  - バリアを張り、敵の攻撃から身を守る。

#### 黒魔法
- マジックソード
  - 一定時間攻撃力が2倍になる。
- サンダーボルト
  - 雷を呼び、画面内の全ての敵にダメージを与える。
- ウォーサイレン
  - 大声で画面内の全ての敵にダメージを与える。
- モータルブレス
  - 死の呪文を唱え、ランダムに敵を死に至らしめる。
- リクエスト
  - BGMを変える。
- リフレクション
  - 一定時間反射弾を撃つことができる。
- アースクエイク
  - 地震を起こし、敵を瀕死状態（HP1）にする。
- イレース
  - 一定時間敵の弾を消す。

### アイテム
- クリスタル
  - 入手するとレベルが上がる。ボスを倒すと出現する。時間経過で色が変化し、入手した時の色によって伸びるステータスが変わる。
- シンボル（小クリスタル）
  - 取るとステータスが上がる。時間経過で色が変化し、入手した時の色によって伸びるステータスが変わる。
- 知の冠
  - 知力が上がる。
- 攻撃の刃
  - 攻撃力が上がる。
- 俊敏性の靴
  - 機敏さが上がる。
- 体力の盾
  - 最大HPが上がる。
- 活力の飲物
  - HPが最大まで回復する。
- 生命の種
  - プレイヤーのストック（最大10）が増える。
- ホワイトポーション
  - 白魔法のストックが増える。
- ブラックポーション
  - 黒魔法のストックが増える。
- 聖なる水
  - 敵が逃げていく。
- 透明の指輪
  - 敵が追ってこなくなる。
- 反射の鏡
  - 弾が壁で反射するようになる。
- 治癒の腕輪
  - HPが回復する。
- 光のマント
  - バリアが張られ、敵の攻撃を防ぐ。
- 秘伝の書
  - 一定時間ダメージを受けない。
- 聖なる像
  - 撃つごとに色々なアイテムに変化するが、撃ちすぎると壊れてなくなってしまう。

## ストーリー
壮絶な戦いの果て、勇者たちの手によって魔王ブレードの野望は打ち砕かれコーネリアに平穏な時が訪れた。
それから50年後、アルデ2世の治世。コーネリアに悲劇が起こった。闇の魔導士フォルゴーンが魔王ブレードを復活させ王を殺害し、平和と繁栄の象徴である「アイラの玉」を奪い去った。使い方次第では世界を破滅されることができる程の力を秘めたアイラの玉が魔族の手に堕ちてしまったのだ。魔王ブレードは次のターゲットをイスタクル王国に定める。だがイスタクル王国は魔族の動きを事前に察知した。その呼びかけに応じて8人の勇士たちが集まった。
同じ頃、コーネリアの遥か西に位置する国イスタクルで国王が溺愛するミリアム王女が、獣人ミノタウロスに連れ去られるという事件が起こった。王は国中にお触れを出し、王女を助けることのできる勇者を募った。集まった8人の勇者たちは王の命を受けて王女が幽閉されている「闇のラビリンス」に向かっていった。
これがコーネリアの地を襲った悲劇に続く旅になろうとは知らずに。

## 登場キャラクター

### プレイヤー
アレクス
職業：FIGHTER (ファイター)
武器：ホリィソード
白魔法：マジックシールド
黒魔法：マジックソード
メンバー中最高の攻撃力を誇る戦士。
セピア
職業：THIEF (シーフ)
武器：ダガー
白魔法：マインド
黒魔法：ウォーサイレン
女盗賊。足が速く、倒した敵からアイテムが出やすいという特性を持つ。
ライオット
職業：BARD (バード)
武器：トランプ
白魔法：リターン
黒魔法：リクエスト
吟遊詩人。戦いは苦手だが、魔法が特殊なので眠っている力が目覚めればかなり期待できる。
アルダン
職業：HUNTER (ハンター)
武器：ボーガン
白魔法：バリア
黒魔法：リフレクション
攻撃型のキャラクター。強力ではないが特殊な魔法が使え、バランスの優れたステータスとなっている。
エフレイム
職業：WIZARD (ウィザード)
武器：ツイングローラー
白魔法：バインディング
黒魔法：サンダーボルト
魔法使い。攻撃力が高く、攻撃魔法は特に強力。
ソーン
職業：PRIEST (プリースト)
武器：ホリィライト
白魔法：ヒーリング
黒魔法：モータルブレス
体力が低く足も遅いが、強力な魔法が使える。
ドゥーゼ
種族：DWARF (ドワーフ)
武器：トマホーク
白魔法：バインディング
黒魔法：ウォーサイレン
高い体力と攻撃力を誇るが、動作が鈍いのが欠点。
フィーナ
種族：ELF (エルフ)
武器：ブロウガン
白魔法：キュアリング
黒魔法：サンダーボルト
飛び抜けた能力はないが、ステータスのバランスがいい。足が速く、毒に強い特性を持つ。
エクストラ
職業：WITCH (ウィッチ)
武器：チャームドスター
白魔法：キュアリング
黒魔法：モータルブレス
敵に死を招く黒魔法の使い手。毒にも強い。初めは使用できないが、ゲーム中で救出することで仲間に加わる。

### ノンプレイヤー
フォルゴーン
声 - 森功至
闇の魔導士。魔王ブレードを復活させ、王を殺害し、アイラの玉を奪い去った。
魔王ブレード
声 - 家弓家正
かつて壮絶な戦いの末、勇者たちによって倒されたが、フォルゴーンの手によって復活した。
アルデII世
声 - 郷里大輔
ウルド
声 - 坪井章子
ヴェルダンディ
声 - 鶴ひろみ
女神エリス
声 - 関根明子
ナレーションは野田圭一。

## モンスター

### モンスターの種類
- 怪奇植物
  - 植物に転生した低級霊。
  - 例：歌姫
- 人間
  - 人でありながら魔に魅入られた者たち。
  - 例：魔法使い
- 不定形生物
  - 原生生物。攻撃力が弱く、魔法に対する抵抗力も低い。
  - 例：スライム（グリーンプディング・ブルークリープ・プッラッドジェリー・ブラックヘイズ）
- スピリット
  - 精霊。物理攻撃には強いが魔法には弱い。
  - 例：ウィル オ ウィスプ（バイオレット・ペイル・ダーク）
- 機械生命体
  - 全身が金属で覆われており、耐久力が高い。
  - 例：メタルスライム（レアメタル・ヘビーメタル・オーラメタル）
- 爬虫人族
  - 爬虫類の特性を身につけた亜人種。魔法に弱い。
  - イグアノス/コモドアス/チラノス
- 昆虫族
  - 昆虫型の魔物。毒を持つ個体が多く、動きも素早い。
  - 例：イモムシ（グリーン・ブラック・ゴールド）ドクロアリ（ブルー・レッド・グリーン）
- 巨人族
  - 攻撃力・忍耐力が高い。
  - 例：マッドマン（グノメ・ゴーレム・フレッシュ・フルイド）
- 亜人種
  - 魔法に対する抵抗力が高い。
  - 例：オーク
- 不死族
  - 耐久力が高く、通常の魔法を受け付けない。
  - 例：ゾンビ（クリスピー・ウエッティ・ハーフデッド・ターミネイテッド）
- 水棲生物
  - 水辺に生息する魔物。
  - 例：リーチ/グエック/グロック
- 獣人族
  - 凶暴な性格であり、あまり近づかない方が無難。
  - 例：リアド
- 魔人族
  - 魔王の分身ともいわれ、最も戦闘能力に長けた種族。
  - 例：ミール/ザコ/ゴッシュ
- スケルトン
  - 戦いで死んでいった騎士の亡霊。耐久力が高い。
  - 例：スケルトン/ボーンズ/スカルナイト/ヘルナイト
- その他
  - 属性を持たない魔物。
  - ヘルバット/キュルーツ

### モンスターとの相性
モンスターとの相性によって、武器による攻撃、魔法による攻撃の効果が変動する。そのため弱いモンスターでも倒しにくかったり、攻撃魔法が逆効果になることもある。
- 武器攻撃の相性 - キャラクターによって相性が異なり、「かなり有利」「有利」「互角」「不利」「かなり不利」の5つがある。
- 魔法攻撃の相性 - 魔法の種類によって効果が変動し、「効果あり」「効果なし」「効果半分」「敵の攻撃力とスピードが2倍になる」「敵のHPが4倍になる」の5つがある。

## 移植版
| No. | タイトル                     | 発売日        | 対応機種                                                 | 開発元   | 発売元   | メディア                                | 型式 | 備考 |
| --- | ---------------------------- | ------------- | -------------------------------------------------------- | -------- | -------- | --------------------------------------- | ---- | ---- |
| 1   | ダンジョンエクスプローラーII | 2008年2月5日  | Wii                                                      | アトラス | ハドソン | ダウンロード （バーチャルコンソール）   | -    |      |
| 2   | ダンジョンエクスプローラーII | 2010年9月15日 | PlayStation 3 PlayStation Portable (PlayStation Network) | アトラス | ハドソン | ダウンロード （PCエンジンアーカイブス） | -    |      |

## スタッフ
- 制作・総指揮：工藤裕司
- ゲーム・デザイン：Boo上田（上田和敏）、松沢運生
- シナリオ：野村郁朋
- メッセージ・リライト：長山豊、伊藤丈夫
- プログラム
  - メイン：つるもく（白谷守）
  - ボス、トラップ：鈴木規生
  - ビジュアル：小島卓也
- グラフィック・デザイン
  - SPR：陣野忍
  - BG：佐藤圭子、本間美雪、中村孝子
  - ビジュアル：田中高春
  - ビジュアル・レイアウト：CHOCKEY
  - RED、ソフィックス
- グラフィック監修：岡田寿夫
- サウンド・エンジニア：井上雅明、本間章浩
- CDサウンド：コンポジラ
- PSG・SE：T'sミュージック、BANG HEADS
- サウンド・エフェクト：JOE DOWN STUDIO
- オリジナルPSG：MACCO（増子司）
- ナレーション協力：青二プロダクション、古市利雄、スタジオ タバック
- スペシャル・サンクス：渡辺彰、竹重英樹、島元明美、大熊孝、植山幹郎
- ディレクター：松永智史
- 制作進行：小崎整、堀尾孝文
- プロデューサー：青山英治

## 評価
ゲーム誌『ファミコン通信』の「クロスレビュー」では5・5・5・4の合計19点（満40点）、『月刊PCエンジン』では85・90・80・80・90の平均85点（満100点）、『電撃PCエンジン』では60・75・75・80の平均72.5点（満100点）、『PC Engine FAN』の読者投票による「ゲーム通信簿」での評価は以下の通りとなっており、23.53点（満30点）となっている。また、この得点はPCエンジン全ソフトの中で63位（485本中、1993年時点）となっている。
| 項目 | キャラクタ | 音楽 | 操作性 | 熱中度 | お買得度 | オリジナリティ | 総合  |
| 得点 | 3.97       | 4.13 | 3.80   | 4.20   | 3.87     | 3.57           | 23.53 |